# Hainvillers
Hainvillers est une commune française située dans le département de l'Oise en région Hauts-de-France.

## Géographie

### Description

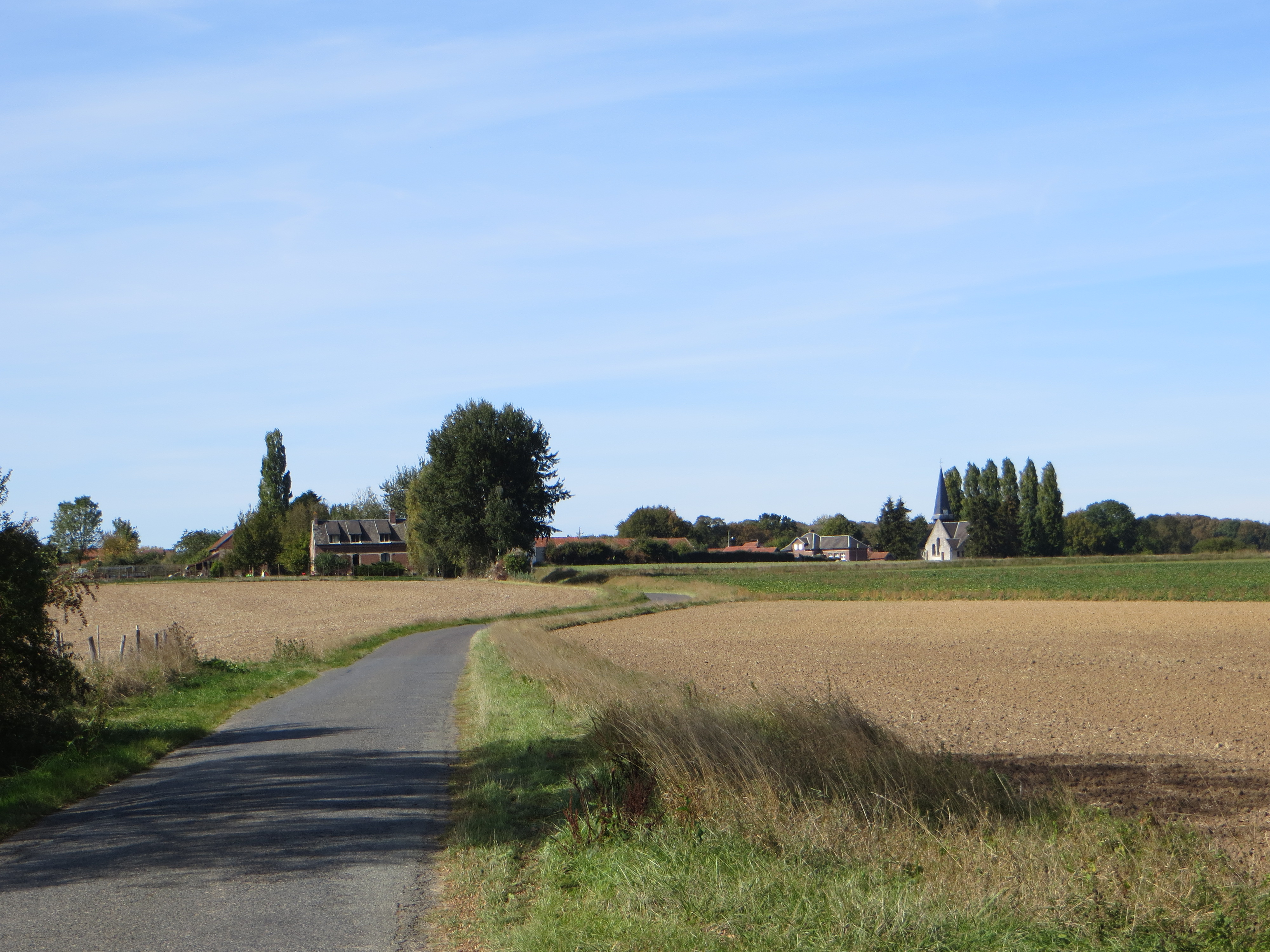
Vue générale du village.

Hainvillers est un village rural de l'Oise, limitrophe du département de la Somme situé à 10 km à vol d'oiseau au sud-est de Montdidier, 14 km qu sud-ouest de Roye, 23 km à l'ouest de Noyon, 22 km au nord-ouest de Compiègne et 20 km au nord-est de Saint-Just-en-Chaussée.
Il est aisément accessible par l'ancienne route nationale 17, actuelle RD 1017).

### Communes limitrophes
Les communes limitrophes sont  Boulogne-la-Grasse, Mortemer, Orvillers-Sorel et Rollot.
|              | Boulogne-la-Grasse |                 |
| Rollot Somme | Hainvillers        |                 |
|              | Mortemer           | Orvillers-Sorel |

### Hydrographie
La commune est traversée par la ligne de partage des eaux entre les bassins hydrographiques Artois-Picardie et Seine-Normandie. Elle n'est drainée par aucun cours d'eau.

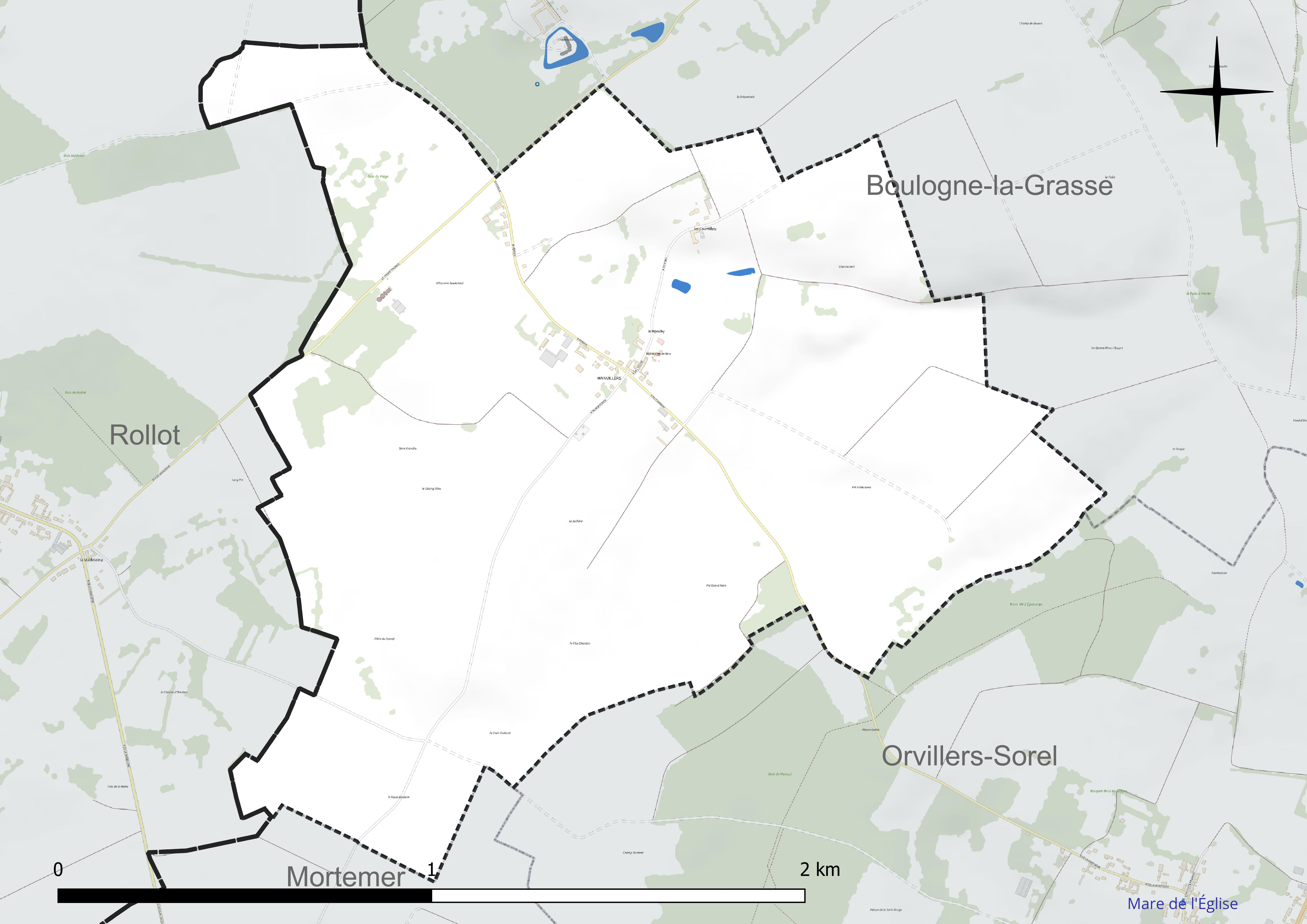
Réseau hydrographique d'Hainvillers.

### Climat
Pour des articles plus généraux, voir Climat des Hauts-de-France et Climat de l'Oise.
En 2010, le climat de la commune est de type climat océanique dégradé des plaines du Centre et du Nord, selon une étude du CNRS s'appuyant sur une série de données couvrant la période 1971-2000. En 2020, Météo-France publie une typologie des climats de la France métropolitaine dans laquelle la commune est exposée à un climat océanique et est dans la région climatique Nord-est du bassin Parisien, caractérisée par un ensoleillement médiocre, une pluviométrie moyenne régulièrement répartie au cours de l'année et un hiver froid (3 °C).
Pour la période 1971-2000, la température annuelle moyenne est de 10,4 °C, avec une amplitude thermique annuelle de 14,6 °C. Le cumul annuel moyen de précipitations est de 696 mm, avec 11,1 jours de précipitations en janvier et 8,5 jours en juillet. Pour la période 1991-2020, la température moyenne annuelle observée sur la station météorologique la plus proche, située sur la commune de Godenvillers à 9 km à vol d'oiseau, est de 11,1 °C et le cumul annuel moyen de précipitations est de 701,9 mm,. Pour l'avenir, les paramètres climatiques de la commune estimés pour 2050 selon différents scénarios d'émission de gaz à effet de serre sont consultables sur un site dédié publié par Météo-France en novembre 2022.

## Urbanisme

### Typologie
Au 1er janvier 2024, Hainvillers est catégorisée commune rurale à habitat très dispersé, selon la nouvelle grille communale de densité à sept niveaux définie par l'Insee en 2022.
Elle est située hors unité urbaine. Par ailleurs la commune fait partie de l'aire d'attraction de Compiègne, dont elle est une commune de la couronne,. Cette aire, qui regroupe 101 communes, est catégorisée dans les aires de 50 000 à moins de 200 000 habitants,.

### Occupation des sols

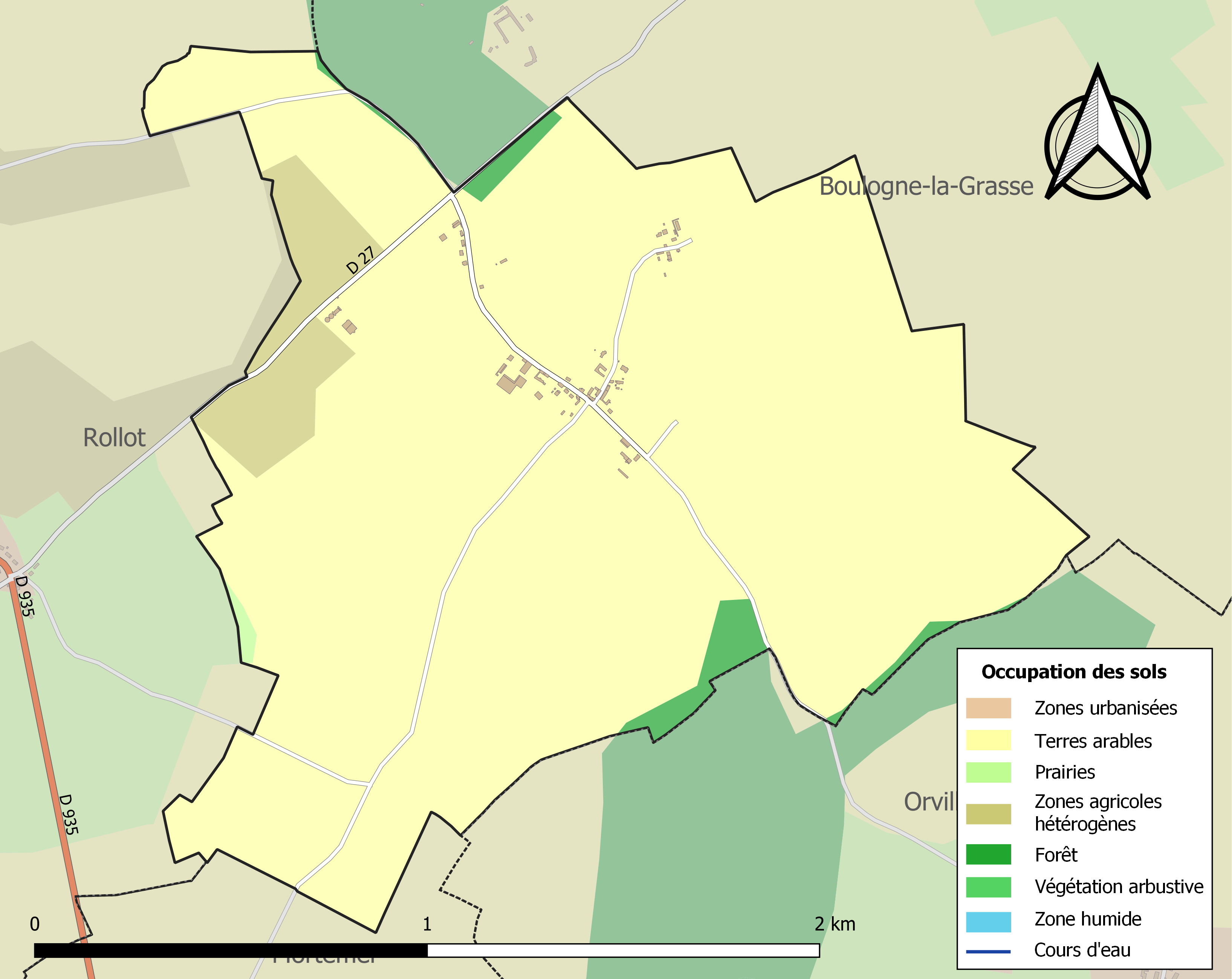
Carte des infrastructures et de l'occupation des sols de la commune en 2018 (CLC).

L'occupation des sols de la commune, telle qu'elle ressort de la base de données européenne d'occupation biophysique des sols Corine Land Cover (CLC), est marquée par l'importance des territoires agricoles (98,4 % en 2018), une proportion identique à celle de 1990 (98,4 %). La répartition détaillée en 2018 est la suivante : 
terres arables (92,8 %), zones agricoles hétérogènes (5,3 %), forêts (1,6 %), prairies (0,3 %). L'évolution de l'occupation des sols de la commune et de ses infrastructures peut être observée sur les différentes représentations cartographiques du territoire : la carte de Cassini (XVIIIe siècle), la carte d'état-major (1820-1866) et les cartes ou photos aériennes de l'IGN pour la période actuelle (1950 à aujourd'hui).

### Habitat et logement
En 2018, le nombre total de logements dans la commune était de 32, alors qu'il était de 34 en 2013 et de 28 en 2008.
Parmi ces logements, 94,6 % étaient des résidences principales, 0 % des résidences secondaires et 5,4 % des logements vacants. Ces logements étaient pour 100 % d'entre eux des maisons individuelles et pour 0 % des appartements.
Le tableau ci-dessous présente la typologie des logements à Hainvillers en 2018 en comparaison avec celle de l'Oise et de la France entière. Une caractéristique marquante du parc de logements est ainsi l'absence de résidences secondaires et logements occasionnels à comparer avec la proportion départementale  (2,5 %) et à celle de la France entière (9,7 %). Concernant le statut d'occupation de ces logements, 83,9 % des habitants de la commune sont propriétaires de leur logement (79,3 % en 2013), contre 61,4 % pour l'Oise et 57,5 % pour la France entière.
| Typologie                                               | Hainvillers | Oise | France entière |
| ------------------------------------------------------- | ----------- | ---- | -------------- |
| Résidences principales (en %)                           | 94,6        | 90,4 | 82,1           |
| Résidences secondaires et logements occasionnels (en %) | 0           | 2,5  | 9,7            |
| Logements vacants (en %)                                | 5,4         | 7,1  | 8,2            |

### Voies de communication et transports
La commune est desservie, en 2023, par les lignes 655, 6303 et 6334 du réseau interurbain de l'Oise.

## Toponymie
Le nom de la localité est attesté sous les formes Haions villaris (822) ; Jehans de Hainviler (1284) ; Hinviller (1331) ; Hainvillé (1450) ; Hauvilliers (1450) ; Hainviller (1469) ; Inviller (1530) ; Hinviller (1663) ; Hainvillers (1667).
Le nom de la commune provient du gallo-romain Inviller.

## Histoire

### Antiquité
Le nom de chaussée Brunehaut porté par la RD 27 lorsqu'elle passe sur le territoire communal suggère qu'il s'agit d'une ancienne voie romaine.

### Moyen Âge
Deux sarcophages ornés de vases de l'époque mérovingienne,  deposės au Musée Antoine-Vivenel de  Compiègne, ont été retrouvés à Hainvillers. Ils matérialisent un territoire donné par la reine Bathilde, épouse de Clovis II, à l'abbaye Saint-Pierre de Corbie au VIe siècle, sous le nom de Bonomia et qui comprenait également Boulogne-la-Grasse et  Orvillers-Sorel.
Les origines d'Hainvillers remontent aux VIIIe et IXe siècles, et le village provient du remembrement de l'ancien territoire de Bononia ainsi que par le défrichement effectué par les moines propriétaires de ces terres.

### Époque contemporaine
Dans le cadre d'une politique de regroupement des villages menée sous le règne de Louis-Philippe, la commune de Hainvillers, instituée par la Révolution française, est fugacement réunie de 1827 et 1833 à Mortemer avant de retrouver son autonomie,.
Le village a été desservi de 1913 à 1939 par une ligne de  chemin de fer secondaire à voie métrique du réseau des chemins de fer départementaux de l'Oise, le chemin de fer de Noyon à Montdidier,.

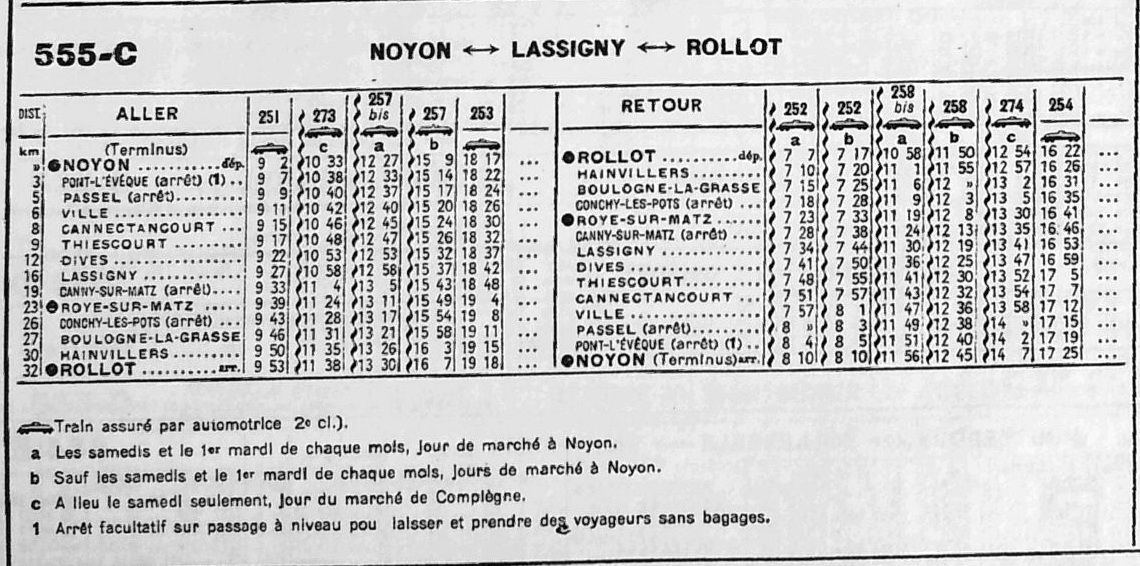
Horaires de la ligne en hiver 1936.

Vers  la fin de la Première Guerre mondiale, lors de l'Offensive du Printemps allemande, une unité du 4e régiment de zouaves sous les ordres du  commandement du Peuty arrête la progression de 4 divisions allemandes sur Paris lors d'un combat qui s'étend du 27 mars au 2 avril 1918. 138 de ses soldats y perdent la vie. Le village est également concerné par la bataille du Matz en juin 1918.
Durant la guerre, le village a subi d'importantes destructions,. Il a  été décoré de la Croix de guerre 1914-1918, le 21 février 1921.

## Politique et administration

### Rattachements administratifs et électoraux

#### Rattachements administratifs
La commune se trouve depuis 1926 dans l'arrondissement de Compiègne du département de l'Oise.
Elle faisait partie depuis 1802 du canton de Ressons-sur-Matz. Dans le cadre du redécoupage cantonal de 2014 en France, cette circonscription administrative territoriale a disparu, et le canton n'est plus qu'une circonscription électorale.

#### Rattachements électoraux
Pour les élections départementales, la commune fait partie depuis 2014 du canton d'Estrées-Saint-Denis
Pour l'élection des députés, elle fait partie de la sixième circonscription de l'Oise.

### Intercommunalité
Hainvillers est membre de la communauté de communes du Pays des Sources, un établissement public de coopération intercommunale (EPCI) à fiscalité propre créé en 1997 et auquel la commune avait transféré un certain nombre de ses compétences, dans les conditions déterminées par le code général des collectivités territoriales.

### Liste des maires
| Période                                  | Période                   | Identité  | Étiquette | Qualité                                |
| ---------------------------------------- | ------------------------- | --------- | --------- | -------------------------------------- |
| Les données manquantes sont à compléter. |                           |           |           |                                        |
|                                          |                           |           |           |                                        |
| 1995                                     | En cours (au 6 juin 2023) | Yves Flon |           | Réélu pour le mandat 2020-2026/small>, |

## Population et société

### Démographie

#### Évolution démographique
L'évolution du nombre d'habitants est connue à travers les recensements de la population effectués dans la commune depuis 1793. Pour les communes de moins de 10 000 habitants, une enquête de recensement portant sur toute la population est réalisée tous les cinq ans, les populations de référence des années intermédiaires étant quant à elles estimées par interpolation ou extrapolation. Pour la commune, le premier recensement exhaustif entrant dans le cadre du nouveau dispositif a été réalisé en 2004.

En 2022, la commune comptait 87 habitants, en évolution de +12,99 % par rapport à 2016 (Oise : +0,87 %, France hors Mayotte : +2,11 %).
| 1793 | 1800 | 1806 | 1821 | 1836 | 1841 | 1846 | 1851 | 1856 |
| ---- | ---- | ---- | ---- | ---- | ---- | ---- | ---- | ---- |
| 145  | 153  | 151  | 140  | 131  | 129  | 119  | 115  | 105  |

| 1861 | 1866 | 1872 | 1876 | 1881 | 1886 | 1891 | 1896 | 1901 |
| ---- | ---- | ---- | ---- | ---- | ---- | ---- | ---- | ---- |
| 92   | 99   | 95   | 90   | 80   | 82   | 81   | 78   | 81   |

| 1906 | 1911 | 1921 | 1926 | 1931 | 1936 | 1946 | 1954 | 1962 |
| ---- | ---- | ---- | ---- | ---- | ---- | ---- | ---- | ---- |
| 70   | 72   | 39   | 65   | 59   | 52   | 58   | 60   | 53   |

| 1968 | 1975 | 1982 | 1990 | 1999 | 2004 | 2006 | 2009 | 2014 |
| ---- | ---- | ---- | ---- | ---- | ---- | ---- | ---- | ---- |
| 56   | 34   | 37   | 43   | 65   | 68   | 80   | 93   | 81   |

| 2019 | 2022 | - | - | - | - | - | - | - |
| ---- | ---- | - | - | - | - | - | - | - |
| 85   | 87   | - | - | - | - | - | - | - |

#### Pyramide des âges
La population de la commune est relativement jeune.
En 2018, le taux de personnes d'un âge inférieur à 30 ans s'élève à 40,0 %, soit au-dessus de la moyenne départementale (37,3 %). À l'inverse, le taux de personnes d'âge supérieur à 60 ans est de 15,3 % la même année, alors qu'il est de 22,8 % au niveau départemental.
En 2018, la commune comptait 41 hommes pour 41 femmes, soit un taux de 50 % de femmes, légèrement inférieur au taux départemental (51,11 %).
Les pyramides des âges de la commune et du département s'établissent comme suit.
| Hommes | Classe d’âge | Femmes |
| ------ | ------------ | ------ |
| 0,0    | 90 ou +      | 4,7    |
| 2,4    | 75-89 ans    | 2,3    |
| 9,5    | 60-74 ans    | 11,6   |
| 33,3   | 45-59 ans    | 14,0   |
| 16,7   | 30-44 ans    | 25,6   |
| 26,2   | 15-29 ans    | 16,3   |
| 11,9   | 0-14 ans     | 25,6   |

| Hommes | Classe d’âge | Femmes |
| ------ | ------------ | ------ |
| 0,5    | 90 ou +      | 1,4    |
| 5,5    | 75-89 ans    | 7,6    |
| 15,6   | 60-74 ans    | 16,3   |
| 20,8   | 45-59 ans    | 20     |
| 19,4   | 30-44 ans    | 19,4   |
| 17,6   | 15-29 ans    | 16,2   |
| 20,6   | 0-14 ans     | 19,1   |

## Culture locale et patrimoine

### Lieux et monuments
- Église Saint-Firmin. Le bâtiment du XIIe siècle, une église fortifiée en pierre blanche, est détruit en 1918. L'édifice actuel a été construit en 1920[13]
- Stèle à la mémoire du commandement du Peuty et des 138 soldats du 4e régiment de zouaves tués lors des combats du 27 mars au 2 avril 1918[13].

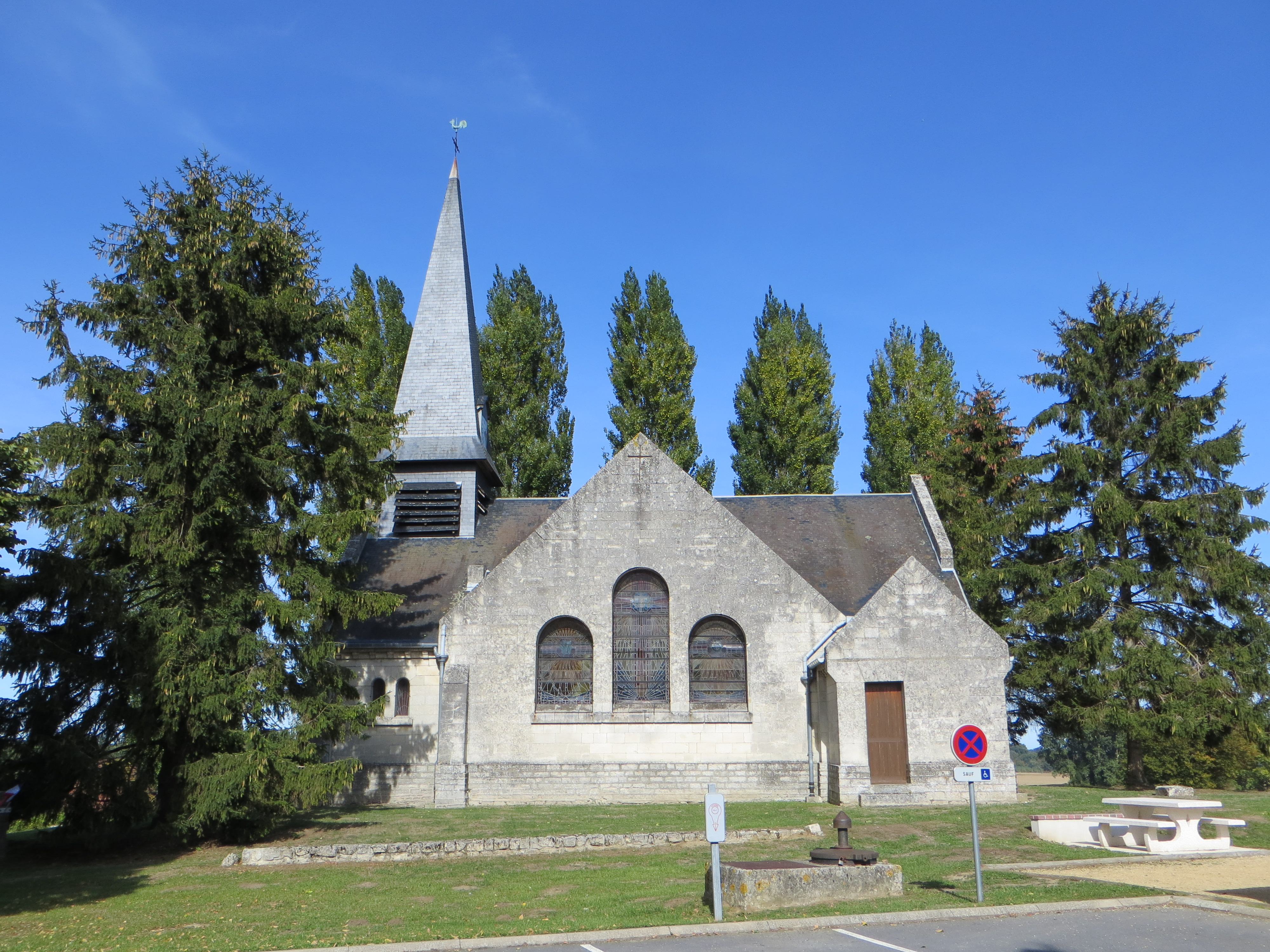
L'église Saint-Firmin.
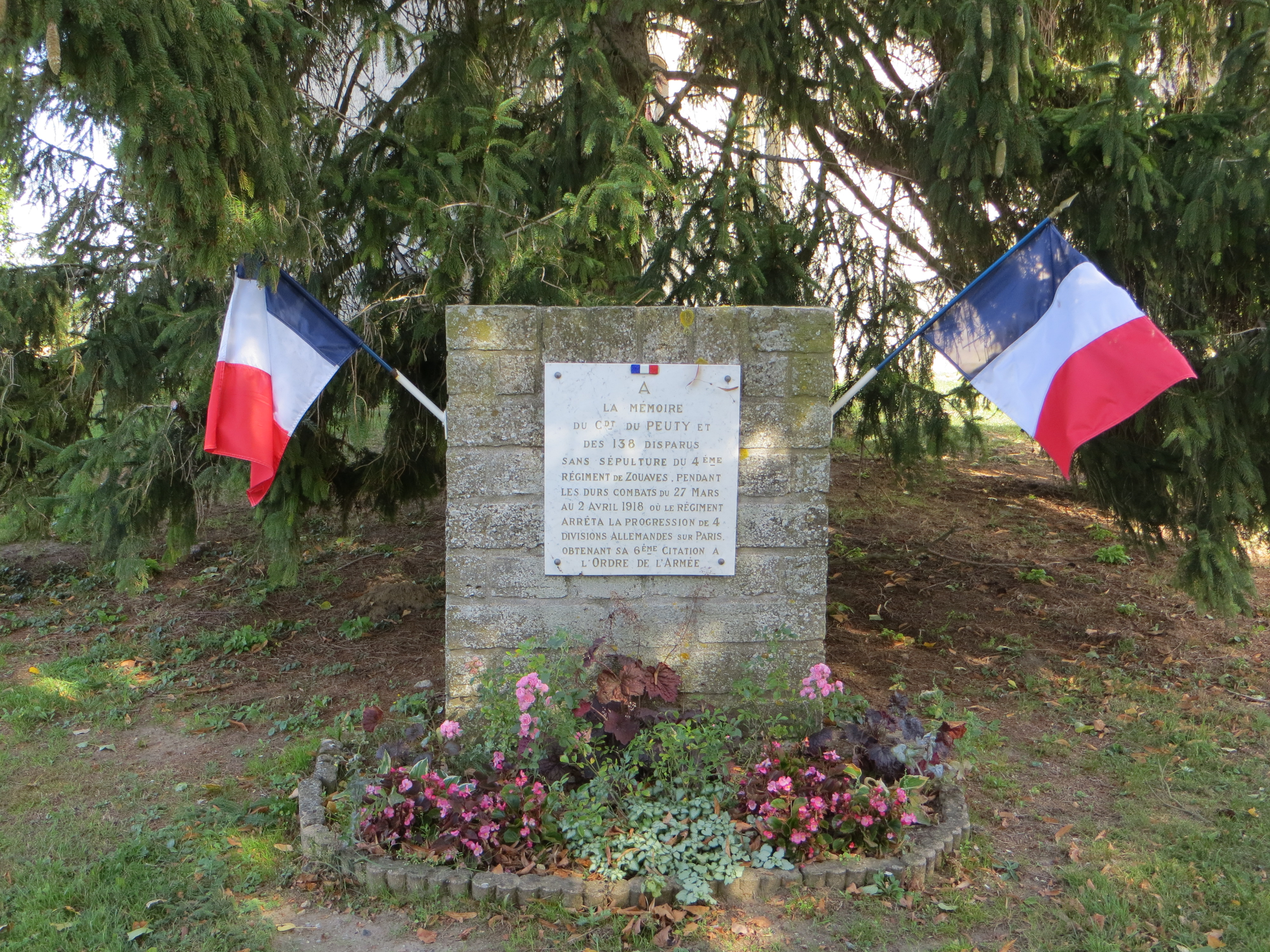
Stèle à la mémoire du commandement du Peuty et de ses hommes.

## Pour approfondir